# 鶴島 (宮崎市)
鶴島（つるのしま）とは、宮崎県宮崎市内の地名。小戸地域自治区に属している。郵便番号は880-0014。2023年現在、鶴島1丁目-3丁目が設置されるが、1・2丁目のみ住居表示実施地域である。

## 地理
宮崎市の中心部、小戸地域自治区に属し、西は大淀川に接する。東から西にかけて順に1丁目、2丁目、3丁目が設置され住宅街・一部市街地を形成する。北を大工2・3丁目、東を松橋2丁目、鶴島3丁目、大淀川を挟んで大塚町・福島町・谷川・淀川と接する。

## 地名の由来
大淀川流域では、川が湾曲した所または川の近くの土地に「水流（つる）」という地名が多く付けられる。南に向って流れてきた大淀川が、高松橋あたりから大きく曲がり東に流れるようになる。そのカーブした右岸に大塚町水流、左岸に鶴島がある。かつて、「下水流、上水流、沖水流」という字があてられていたが、大淀川改修工事終了後の1935年（昭和10年頃）に鶴島町が誕生し、同44年から区画整理・住居表示にて鶴島１-3丁目となった。「水流」を好い字の「鶴」に変え、砂州地であるから「島」と呼んだと思われる。
鶴島3丁目に「小戸神社」があるが、旧下別府村（現在の橘通西2丁目、宮崎県庁前交差点付近）にあった同社が当地に移転したものであり、当地の下流に当たる小戸町との関連は少ない。

## 世帯数と人口
2023年（令和5年）7月1日現在の世帯数と人口は以下の通りである。
| 町丁      | 世帯数  | 人口   |
| --------- | ------- | ------ |
| 鶴島1丁目 | 281世帯 | 424人  |
| 鶴島2丁目 | 330世帯 | 632人  |
| 鶴島3丁目 | 894世帯 | 1543人 |

## 小・中学校の学区
市立小・中学校に通う場合、学区は以下の通りとなる。
| 町名 | 小学校             | 中学校               |
| ---- | ------------------ | -------------------- |
| 鶴島 | 宮崎市立小戸小学校 | 宮崎市立宮崎西中学校 |

## 交通

### バス
宮交グループの運営するバスが営業している。

### 道路
- 国道269号
- 宮崎県道26号宮崎須木線
- 宮崎県道363号綾宮崎自転車道線

## 施設
- 宮崎少年鑑別所
- 天満橋
- 宮崎市水道局